# 訃報 2018年8月
訃報 2018年8月（ふほう 2018ねん8がつ）では、2018年8月に物故した、又は物故が報じられた人物についてまとめる。

## (1日 - 15日)

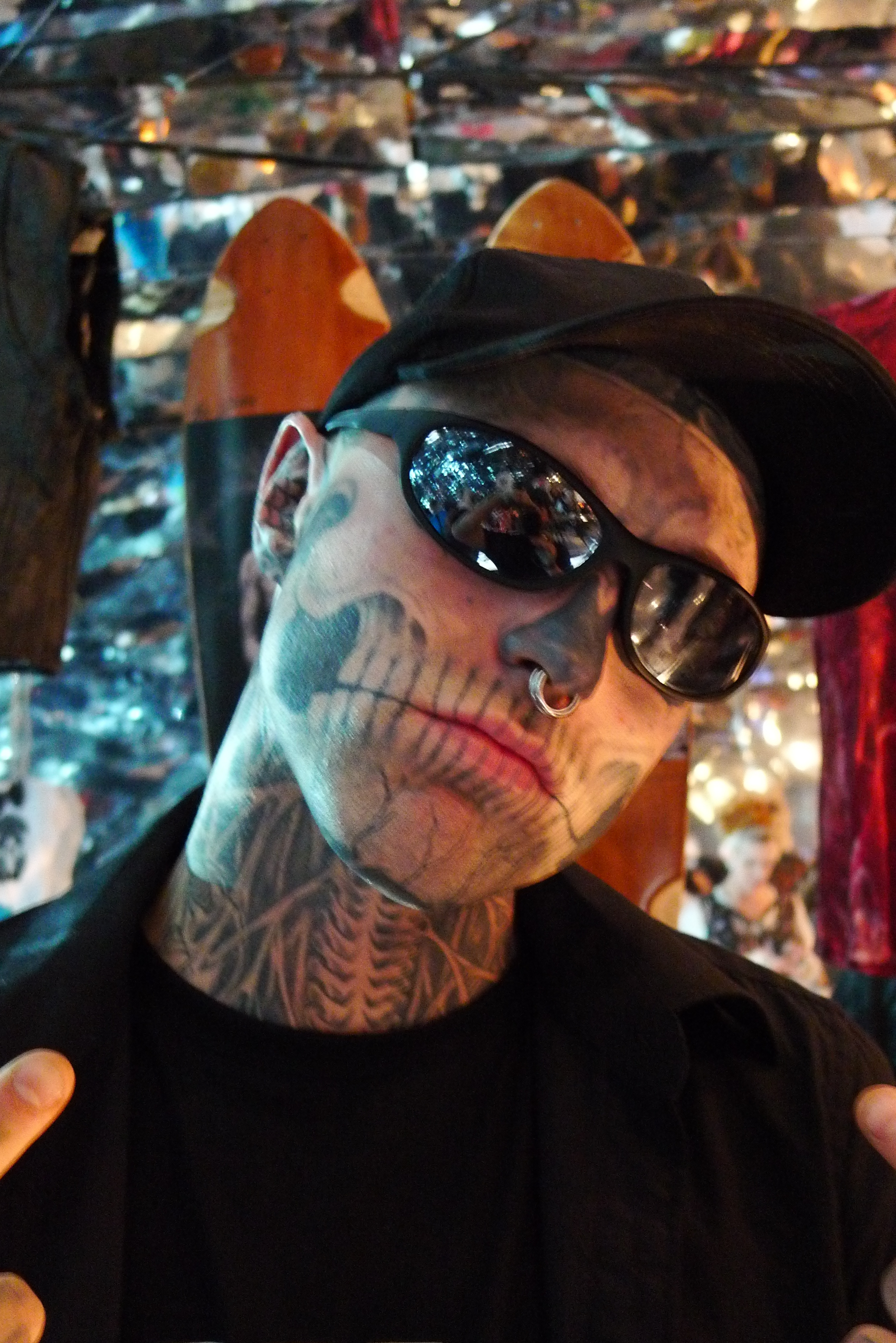
リック・ジェネスト／8月1日没

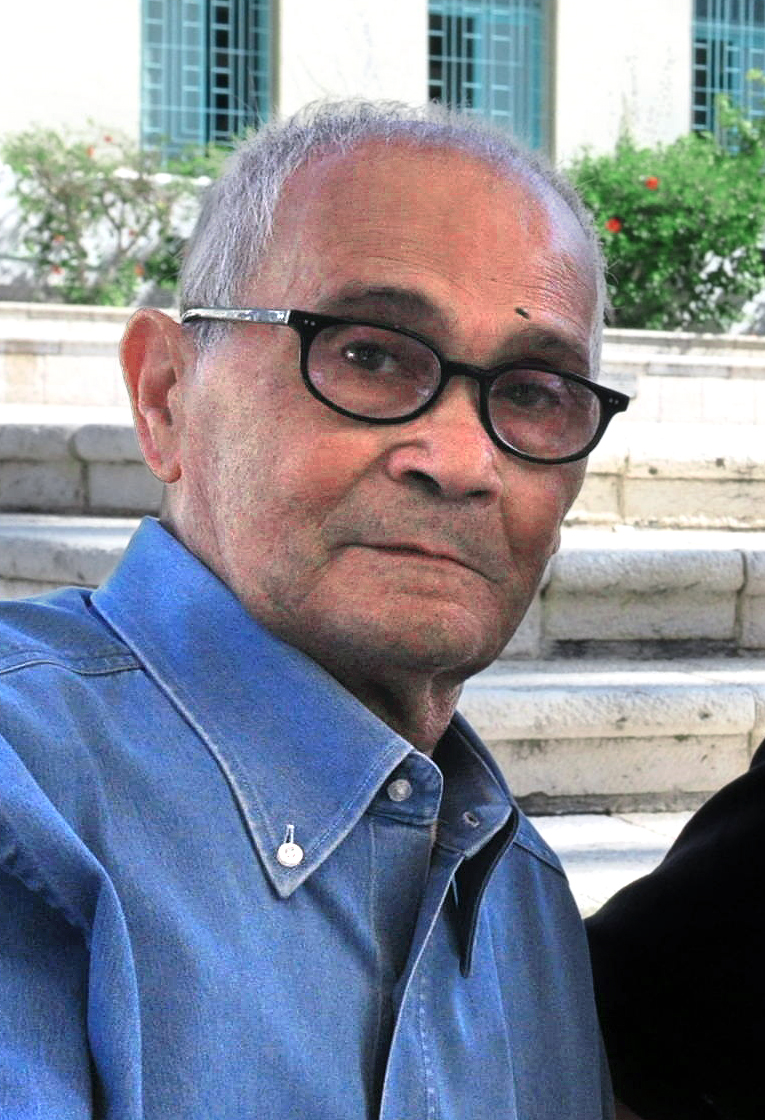
モーシェ・ミズラヒ／8月3日没

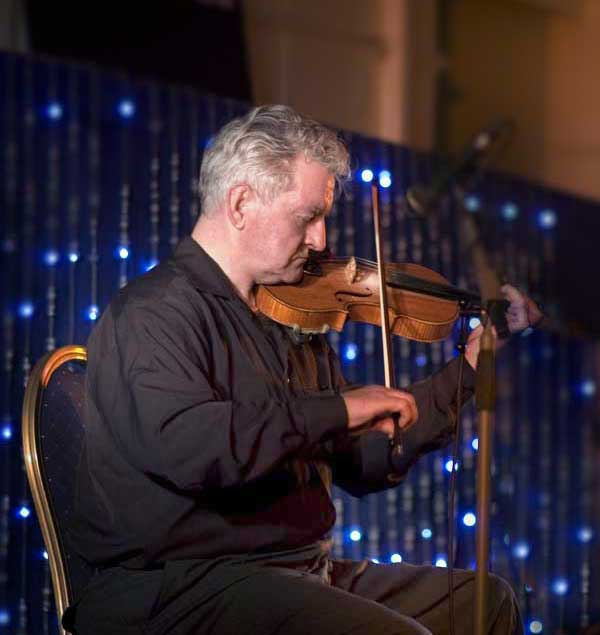
トミー・ピープルズ／8月3日没

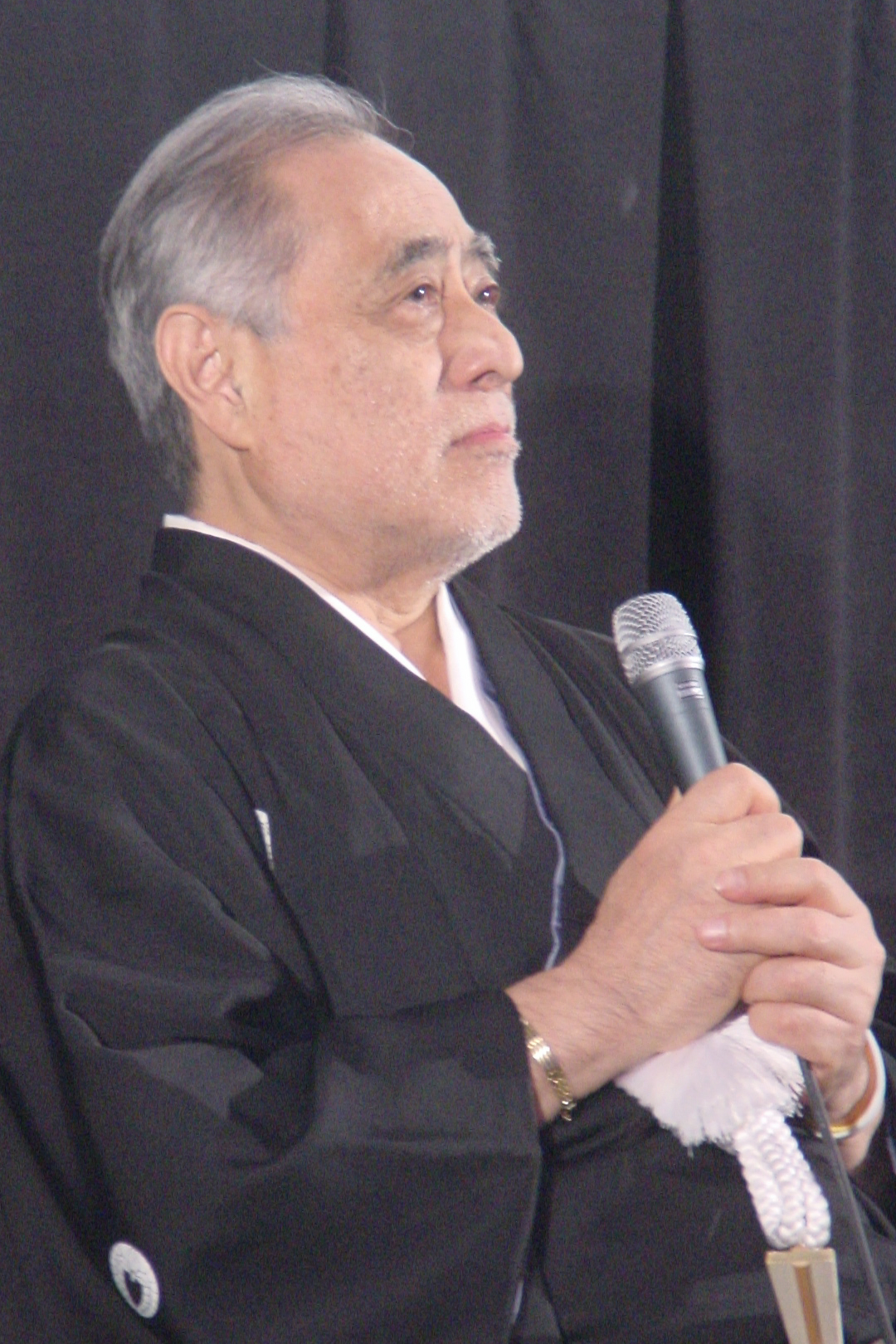
津川雅彦／8月4日没

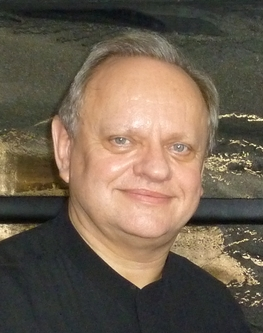
ジョエル・ロブション／8月6日没

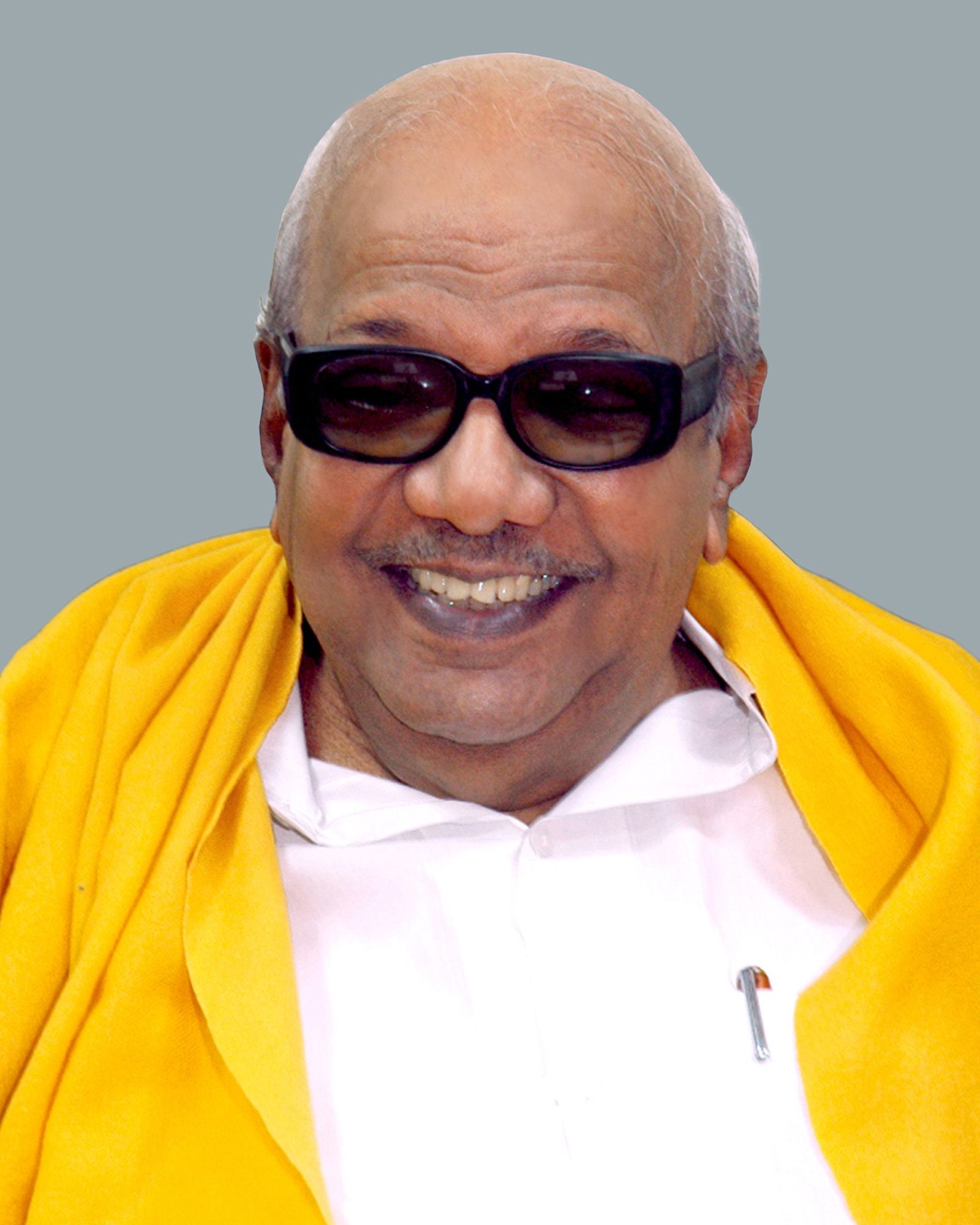
M・カルナーニディ／8月7日没

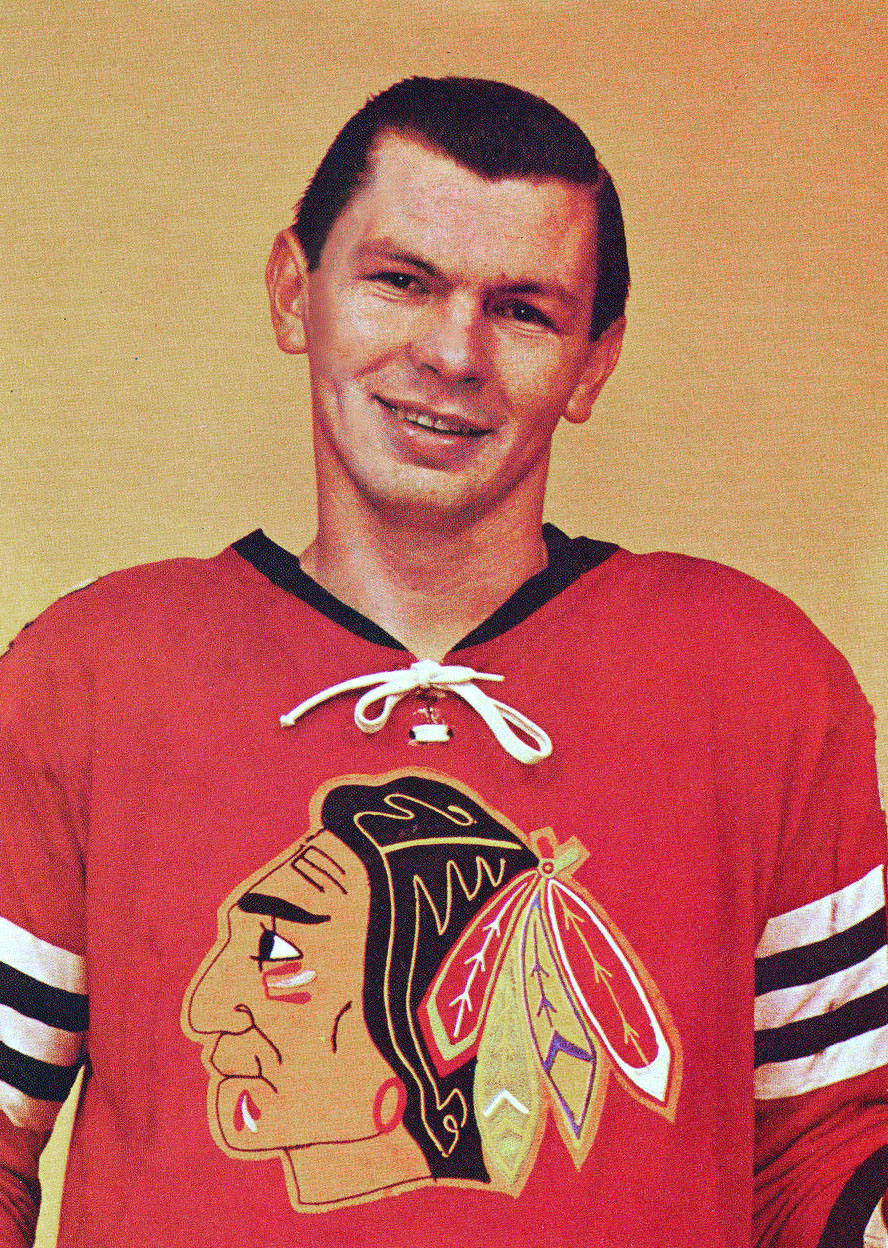
スタン・ミキタ／8月7日没

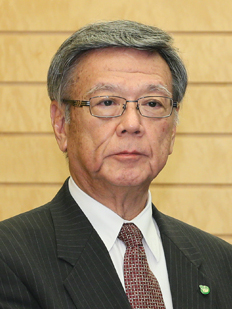
翁長雄志／8月8日没

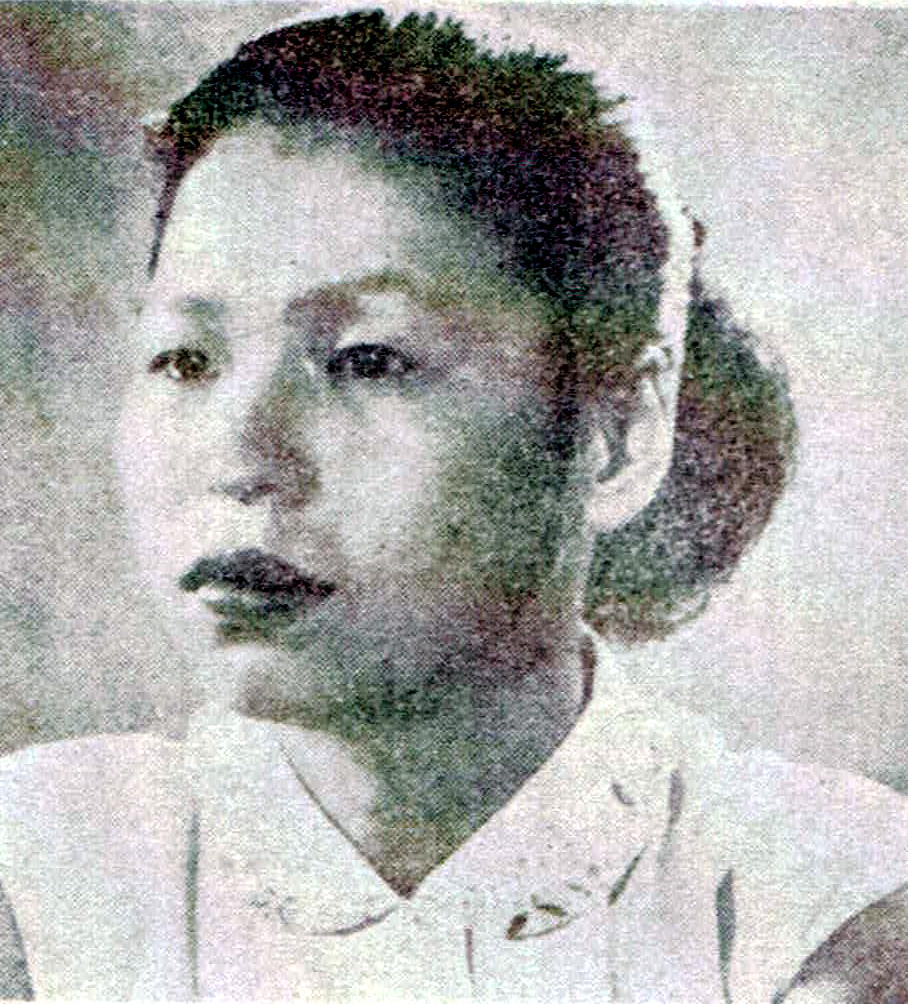
菅井きん／8月10日没

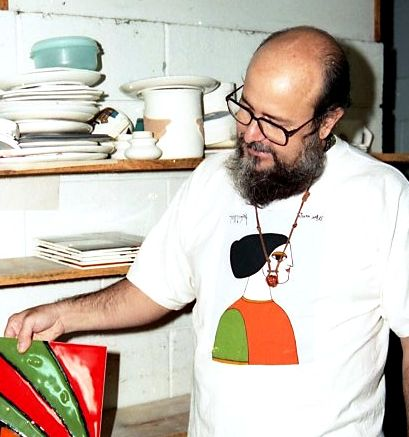
フェルナンド・ジョルト／8月10日没

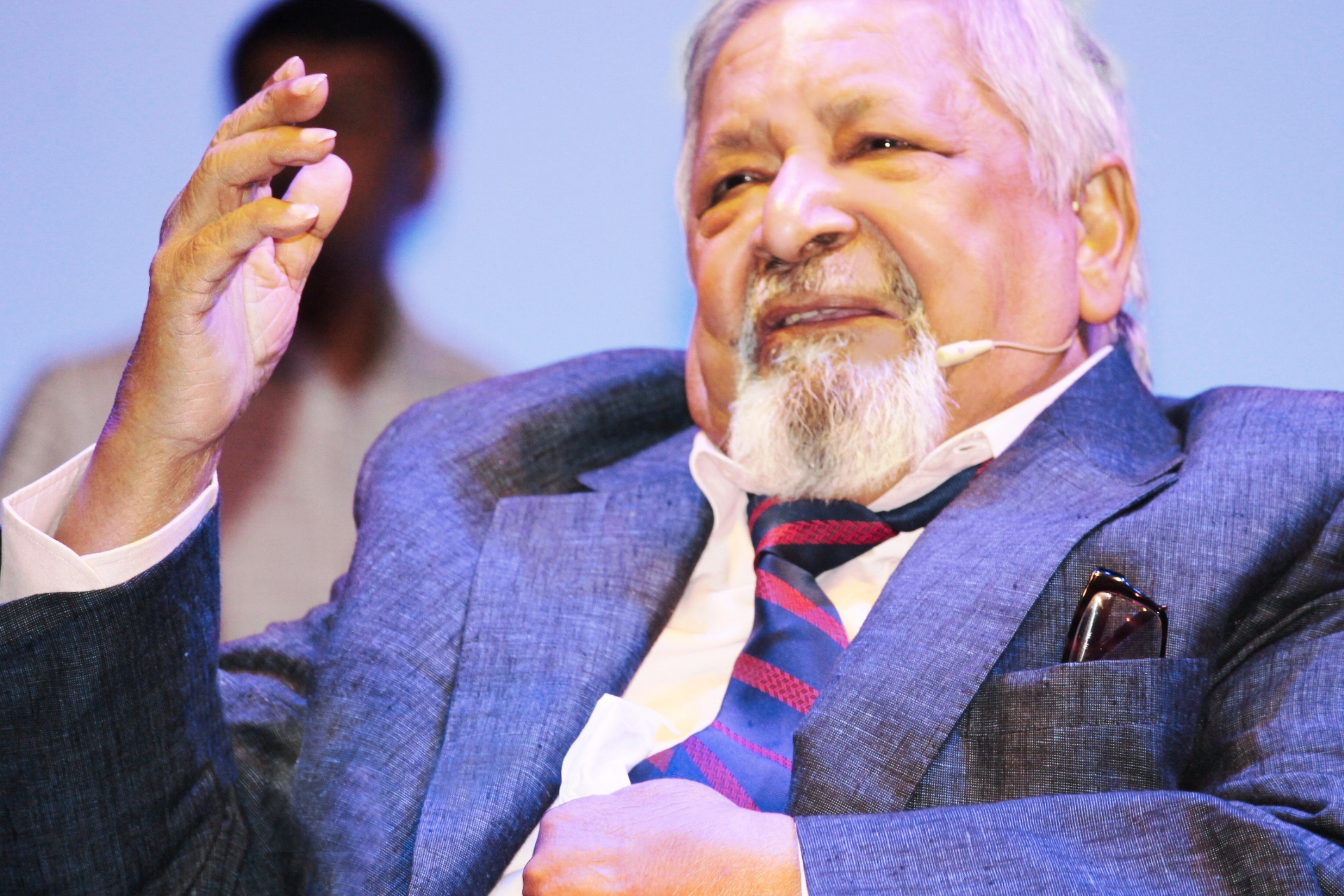
V・S・ナイポール／8月11日没

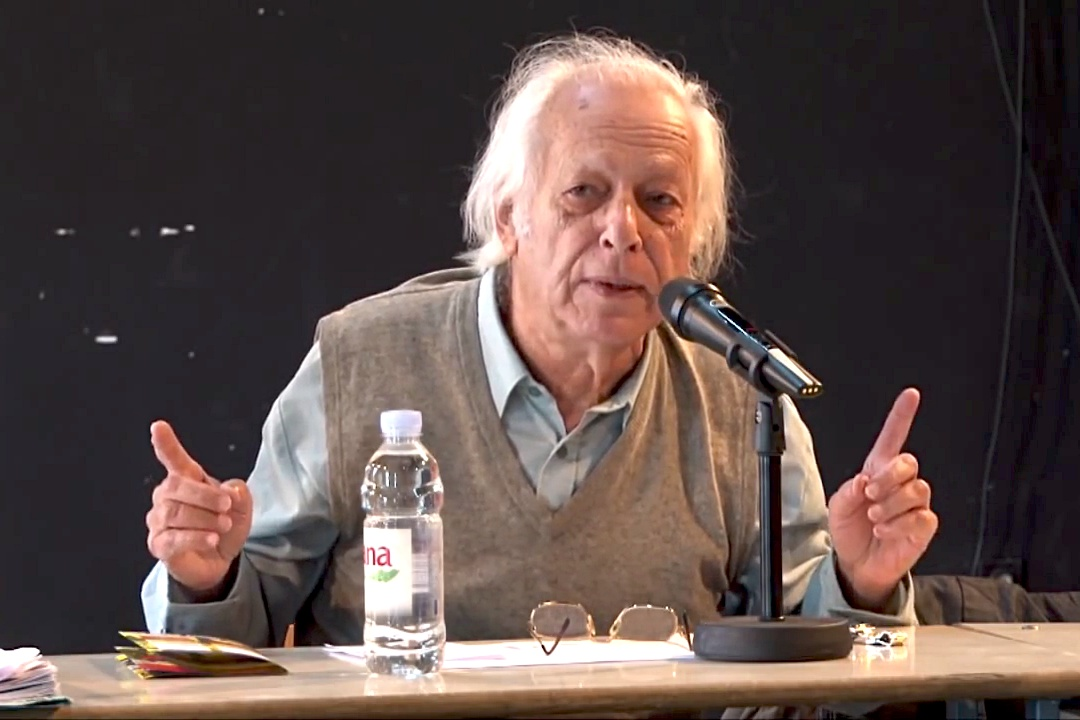
サミール・アミン／8月12日没

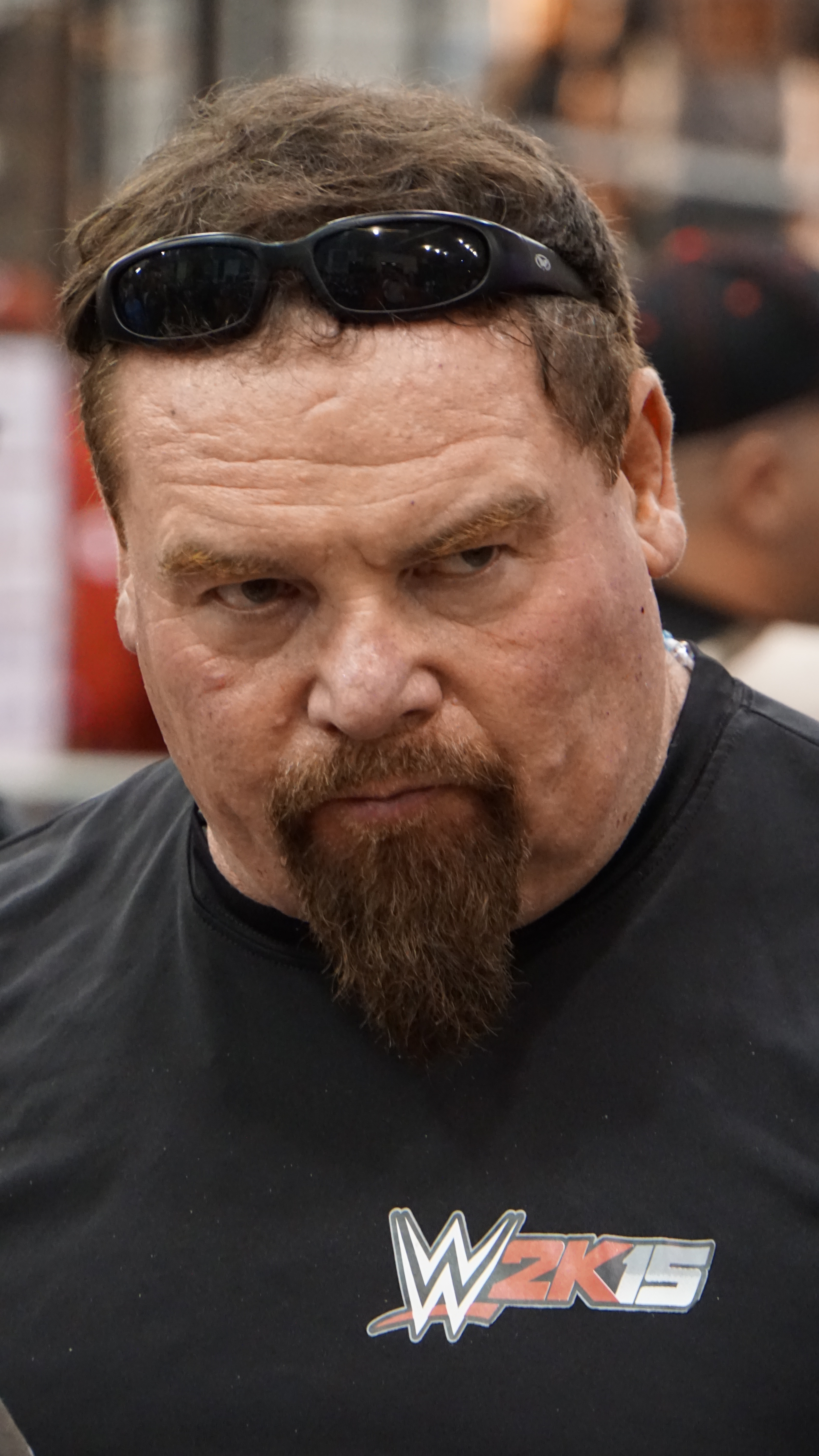
ジム・ナイドハート／8月13日没

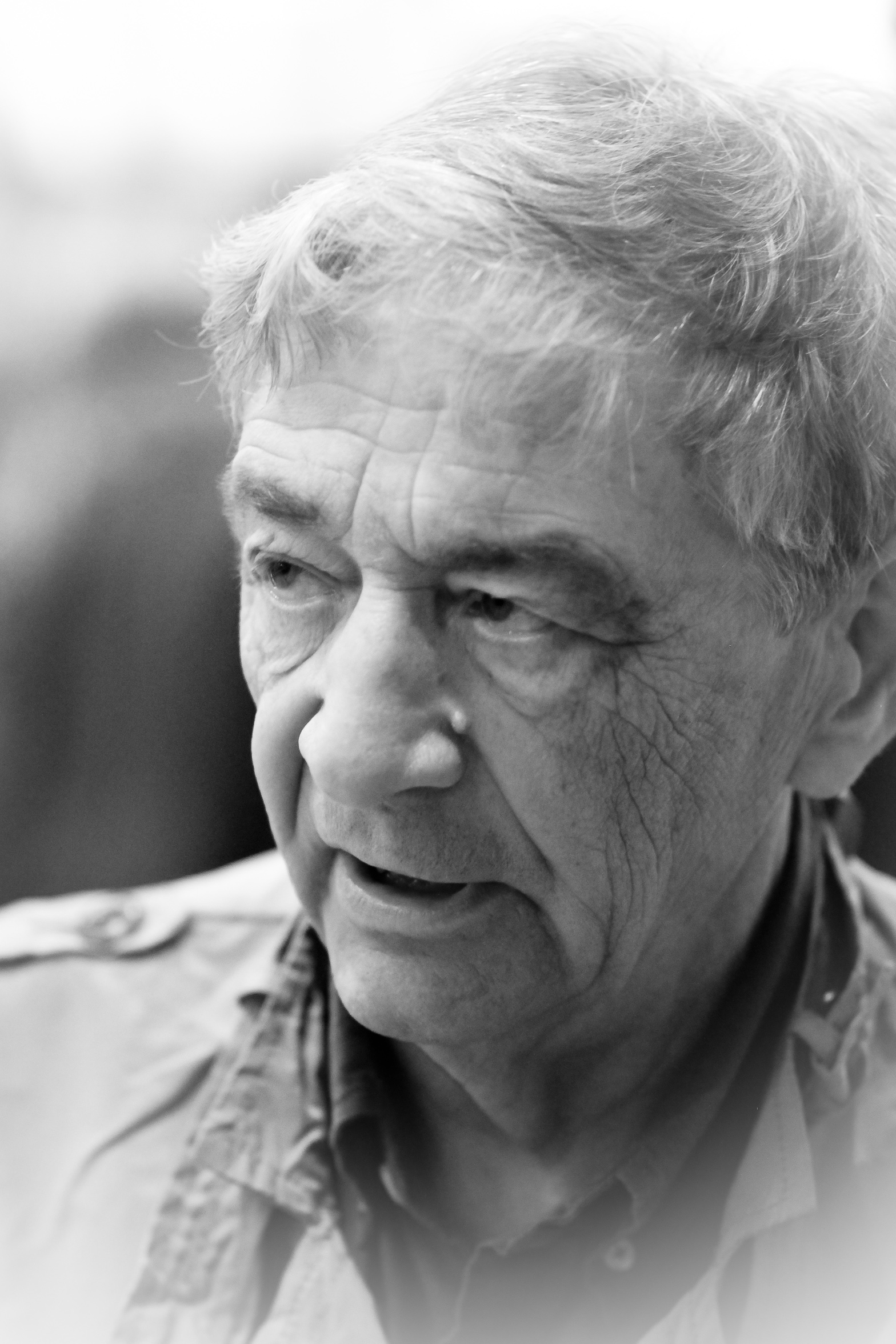
エドゥアルド・ウスペンスキー／8月14日没

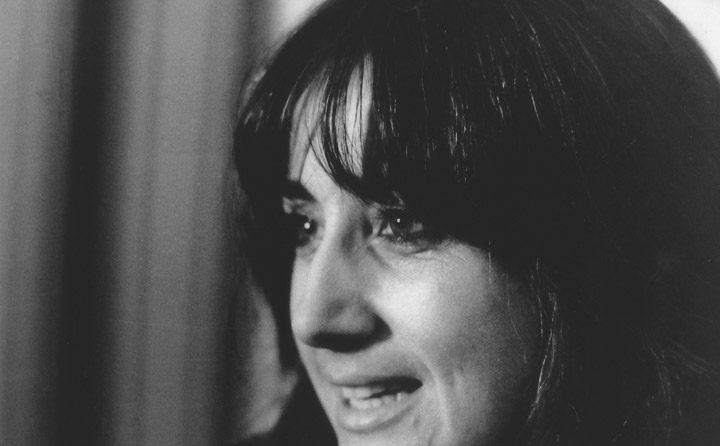
マリー＝フランソワーズ・ビュケ／8月15日没

- 8月1日 - メアリー・カーライル（英語版）、アメリカ合衆国の女優（* 1914年）[1]
- 8月1日 - セレステ・ロドリゲス（ポルトガル語版）、ポルトガルのファド歌手（* 1923年）[2]
- 8月1日 - ナンシー・タッカーマン（英語版）、アメリカ合衆国の秘書、元ケネディ内閣私設秘書（英語版）、ジャクリーン・ケネディ個人秘書（* 1928年）[3]
- 8月1日 - 森岡孝二、日本の経済学者、関西大学名誉教授（* 1944年）[4]
- 8月1日 - 崔岫聞（英語版）、中華人民共和国の画家（* 1970年）[5]
- 8月1日 - リック・ジェネスト、カナダのファッションモデル、俳優（* 1985年）[6]
- 8月2日 - ウィンストン・ヌシュナ（英語版）、南アフリカ共和国の劇作家、俳優（* 1941年）[7]
- 8月2日 - 金孟坤（朝鮮語版）、大韓民国の政治家、元国会議員、元金海市市長（* 1945年）[8]
- 8月2日 - アルマン・ド・ラス・クエヴァ（フランス語版）、フランスのロードレース選手（* 1968年）[9]
- 8月3日 - 尾形利雄、日本の教育学者、上智大学名誉教授（* 1922年）[10]
- 8月3日 - 渡辺義愛、日本のフランス文学者、上智大学名誉教授（* 1927年）[11]
- 8月3日 - モーシェ・ミズラヒ、エジプト出身のイスラエルの映画監督（* 1931年）[12]
- 8月3日 - 猪野睦、日本の詩人（* 1931年）[13]
- 8月3日 - 山木戸道郎、日本の医学者、広島大学名誉教授（* 1936年）[14]
- 8月3日 - トミー・ピープルズ、アイルランドのフィドル奏者、元ボシー・バンドメンバー（* 1948年）[15]
- 8月4日 - 山本岩夫、日本のアメリカ文学者、立命館大学名誉教授（* 1938年）[16]
- 8月4日 - 津川雅彦、日本の俳優、映画監督、芸能プロモーター、評論家（* 1940年）[17][18]
- 8月4日 - ローリー・コリンズ（英語版）、アメリカ合衆国のロカビリー歌手、コリンズ・キッズ（英語版）メンバー（* 1942年）[19]
- 8月5日 - シャーロット・レイ（英語版）、アメリカ合衆国の女優（* 1926年）[20]
- 8月5日 - 松田宏、日本のジャーナリスト、編集者、新潮社常務、元週刊新潮編集長（* 1941年）[21]
- 8月5日 - 水橋春夫、日本の音楽プロデューサー、ギタリスト、元ジャックス（ロックバンド）メンバー（* 1949年）[22]
- 8月5日 - ピオトル・シュルキン（ポーランド語版）、ポーランドの映画監督（* 1950年）[23]
- 8月5日 - マシュー・スウィーニー（英語版）、アイルランドの詩人（* 1952年）[24]
- 8月5日 - アラン・ラビノウィッツ（英語版）、アメリカ合衆国の動物学者（* 1953年）[25]
- 8月5日 - 赤尾主哉、日本の実業家、サンドラッグ社長（* 1965年）[26]
- 8月5日 - トム・ヘッカート・ジュニア（英語版）、アメリカ合衆国のアメリカンフットボールゼネラルマネージャー、元クリーブランド・ブラウンズ・フィラデルフィア・イーグルスGM（* 1967年）[27]
- 8月5日 - エレン・ジョイス・ルー（中国語版）（盧凱彤）、香港の歌手、at17（中国語版）メンバー（* 1986年）[28]
- 8月6日 - ポール・ラクサルト（英語版）、アメリカ合衆国の政治家、元上院議員、第22代ネバダ州知事（* 1922年）[29]
- 8月6日 - クリスティアン・ハビヒト（ドイツ語版）、ドイツの歴史家（* 1926年）[30]
- 8月6日 - 尾崎大顕、日本の僧侶、天台宗大僧正、比叡山延暦寺一山行光坊住職（* 1932年）[31]
- 8月6日 - ジョエル・ロブション、フランスのシェフ（* 1945年）[32][33]
- 8月7日 - ギュンター・ピースク、ドイツのファゴット奏者（* 1921年）[34]
- 8月7日 - M・カルナーニディ、インドの政治家、文学者、ドラーヴィダ進歩党党首、元タミル・ナードゥ州首相（* 1924年）[35]
- 8月7日 - 永田穂、日本の音響設計士（* 1924年）[36]
- 8月7日 - リチャード・H・クライン、アメリカ合衆国の撮影監督（* 1926年）[37]
- 8月7日 - 下保昭、日本の日本画家（* 1927年）[38]
- 8月7日 - アントン・レームデン（ドイツ語版）、オーストリアの画家（* 1929年）[39]
- 8月7日 - ロブリー・ウィルソン（英語版）、アメリカ合衆国の詩人、作家（* 1930年）[40]
- 8月7日 - ジェラルド・ワインバーグ、アメリカ合衆国のコンピュータ科学者、作家（* 1933年）[41]
- 8月7日 - ドゥミトル・ファルカシュ（ルーマニア語版）、ルーマニアのターロガトー奏者（* 1938年）[42]
- 8月7日 - スタン・ミキタ、チェコスロバキア生まれのカナダのアイスホッケー選手【シカゴ・ブラックホークス所属】、アイスホッケー殿堂（* 1940年）[43]
- 8月7日 - エティエンヌ・シコ（フランス語版）、フランスの俳優、作曲家（* 1949年）[44]
- 8月8日 - ロバート・フェレル、アメリカ合衆国の歴史学者、インディアナ大学名誉教授（* 1921年）[45]
- 8月8日 - 黄鉉産（朝鮮語版）、大韓民国の文芸評論家、高麗大学校名誉教授（* 1945年）[46]
- 8月8日 - 赤城明、日本の実業家、レイトンハウス創業者（* 1945年）[47]
- 8月8日 - 翁長雄志、日本の政治家、第7代沖縄県知事、前沖縄県那覇市長（* 1950年）[48][49]
- 8月8日 - ジャロッド・ライル（英語版）、オーストラリアのプロゴルファー（* 1981年）[50]
- 8月8日 - ニコラス・ベット（英語版）、ケニアの陸上競技選手、2015年世界陸上男子400メートルハードル金メダリスト（* 1990年）[51]
- 8月9日 - 斉藤滋与史、日本の政治家、第47代静岡県知事、第44代建設大臣、元自由民主党衆議院議員（* 1918年）[52][53]
- 8月9日 - 林正奎、大韓民国のアニメーション監督（* 1943年?）[54]
- 8月9日 - 久保田昌樹、日本の元タレント、元お笑いコンビ「マッサジル」メンバー（* 1971年）[55]
- 8月10日 - 樋口清、日本の建築家、元東京大学教授（* 1918年）[56]
- 8月10日 - 李元淳、大韓民国の歴史家、ソウル大学名誉教授（* 1926年）[57]
- 8月10日 - 菅井きん、日本の女優（* 1926年）[58]
- 8月10日 - ファービアーン・ラースロー（ハンガリー語版）、ハンガリーのカヌースプリント選手、1956年メルボルンオリンピック男子K-2 10000m（英語版）金メダリスト（* 1936年）[59]
- 8月10日 - フェルナンド・ジョルト、エルサルバドルの画家（* 1949年）[60]
- 8月10日 - Scepaz（ジェット･マッキー）、オーストラリアのヒップホップミュージシャン（* 1988年?）[61]
- 8月11日 - 岡田英津也、日本の元社会人野球選手（内野手）・コーチ・スカウト・監督（* 1930年）[62]
- 8月11日 - 浜口タカシ、日本の報道写真家（* 1931年）[63]
- 8月11日 - V・S・ナイポール、トリニダード・トバゴ出身のイギリスの作家、ノーベル文学賞受賞者（* 1932年）[64]
- 8月11日 - 須藤美也子、日本の政治家、元日本共産党参議院議員（* 1935年）[65]
- 8月11日 - 外山純、日本のサッカー選手、サッカークラブ「ブラウブリッツ秋田 」会長（* 1948年) [66]
- 8月12日 - 苧阪良二、日本の心理学者、京都大学名誉教授（* 1918年）[67]
- 8月12日 - サミール・アミン、エジプト・カイロ出身の経済学者、国際連合大学第三世界フォーラム部会長（* 1931年）[68]
- 8月12日 - 阿虫（中国語版）（厳以敬）、香港のイラストレーター（* 1933年）[69]
- 8月12日 - 三谷鉄夫、日本の社会学者、北海道大学名誉教授（* 1934年）[70]
- 8月12日 - マイケル・スコット・ローハン（英語版）、イギリスのSF・ファンタジー小説家（* 1951年）[71]
- 8月13日 - ヒュー・コータッツィ、イギリスの外交官、元駐日大使（* 1924年）[72]
- 8月13日 - 布勢博一、日本の脚本家（* 1931年）[73]
- 8月13日 - 伊理正夫、日本の数学者、工学者、東京大学名誉教授（* 1933年）[74]
- 8月13日 - 石塚運昇、日本の声優（* 1951年）[75]
- 8月13日 - 瀧省一、日本の実業家、元関西銀行社長（* 1928年）
- 8月13日 - ジム・ナイドハート、アメリカ合衆国のプロレスラー（* 1955年）[76]
- 8月14日 - エドゥアルド・ウスペンスキー、ロシアの作家（* 1937年）[77]
- 8月14日 - 平山誠敏、日本の政治家、前青森県五所川原市長（* 1940年）[78]
- 8月14日 - 板井圭介、日本の大相撲力士（* 1956年）[79]
- 8月14日 - ランディー・ランペイジ（英語版）、カナダのミュージシャン、元D.O.A.（英語版）・アナイアレイターメンバー（* 1960年）[80]
- 8月14日 - イアン・ディーン（英語版）、イギリスのプロレスラー（* 1970年）[81]
- 8月14日 - ジル・ジェイナス（英語版）、アメリカ合衆国の歌手、元ハントレス（英語版）メンバー（* 1975年）[82]
- 8月15日 - 栗原省、日本の劇作家（* 1929年）[83]
- 8月15日 - マリー＝フランソワーズ・ビュケ、フランスのピアニスト（* 1937年）[84]
- 8月15日 - リタ・ボルセッリーノ（イタリア語版）、イタリアの反マフィア活動家、政治家、元欧州議会議員（* 1945年）[85]
- 8月15日 - マイケル・パーシンガー（英語版）、アメリカ合衆国出身のカナダの認知神経科学者（* 1945年）[86]
- 8月15日 - さくらももこ、日本の漫画家（* 1965年）[87]
- 8月15日 - 阿部邦博、日本のアニメーター（* 1968年）[要出典]

## (16日 - 31日)

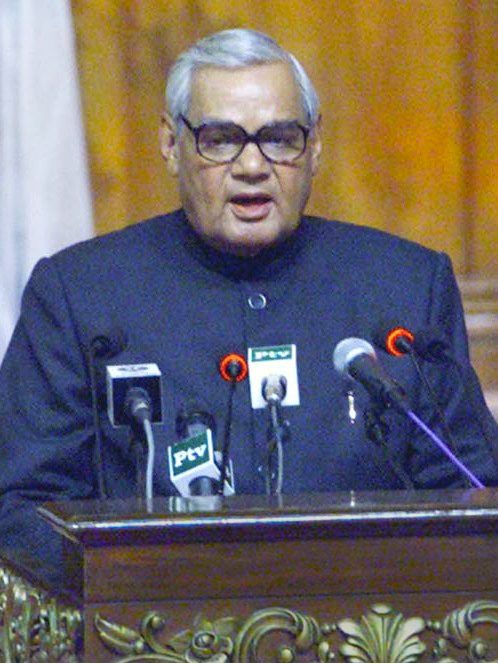
アタル・ビハーリー・ヴァージペーイー／8月16日没

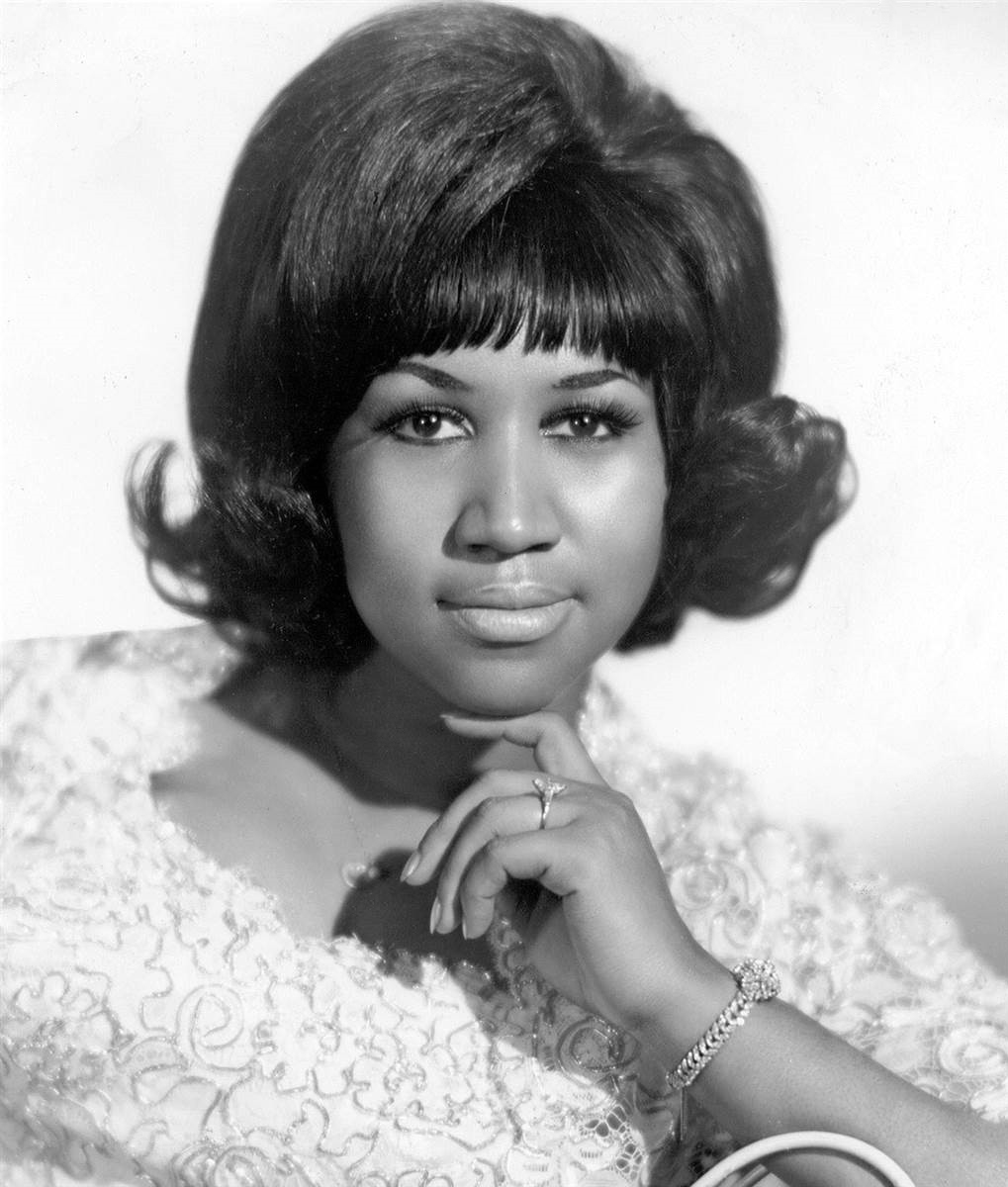
アレサ・フランクリン／8月16日没

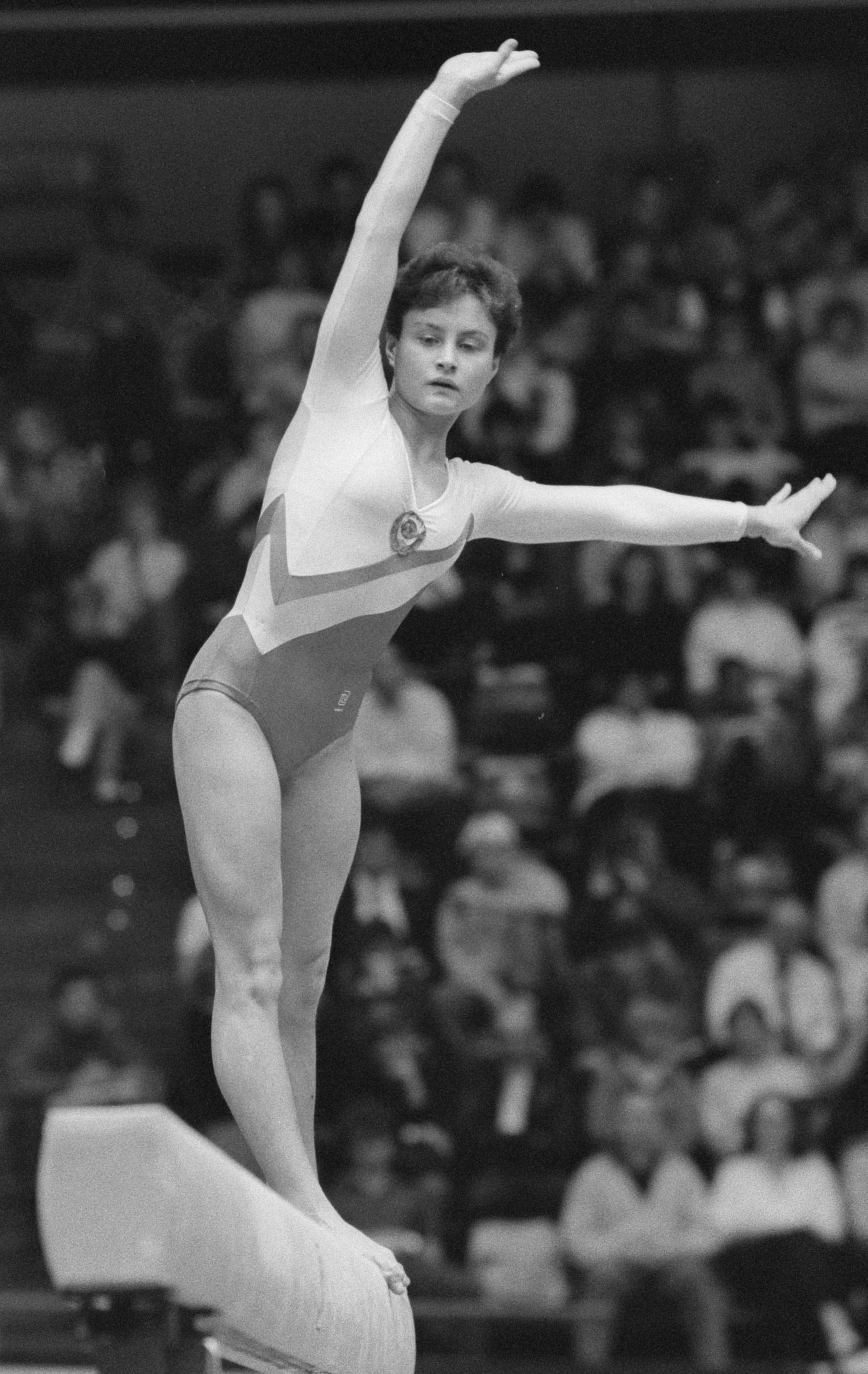
エレーナ・シュシュノワ／8月16日没

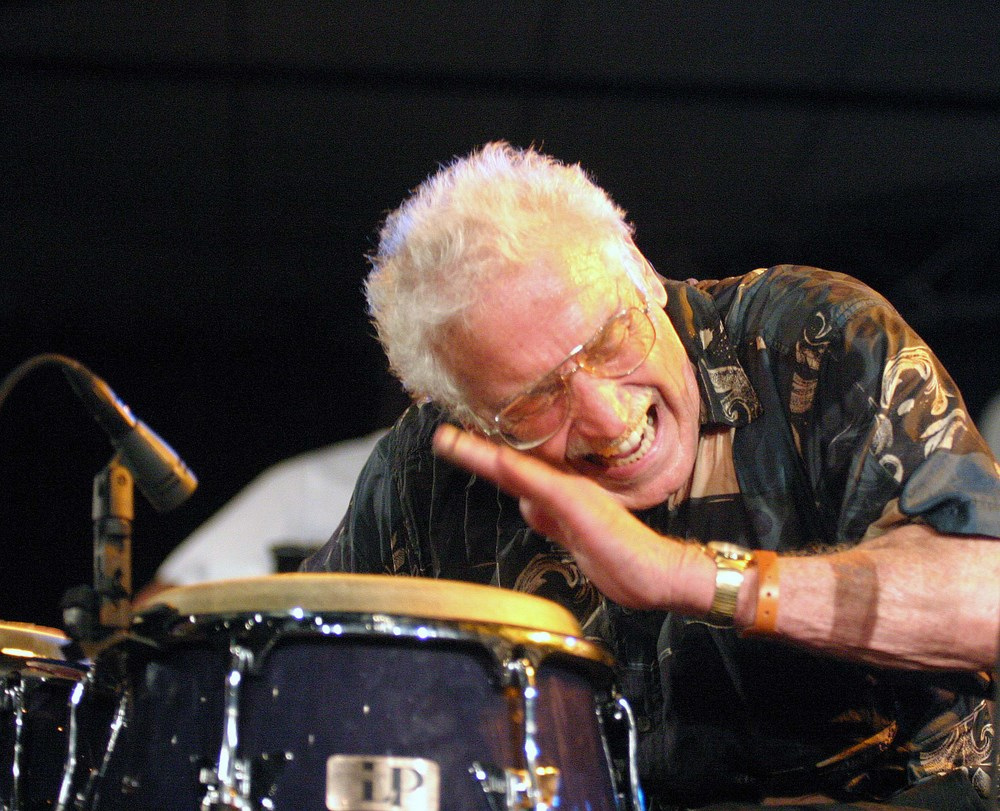
ジャック・コスタンゾ／8月18日没

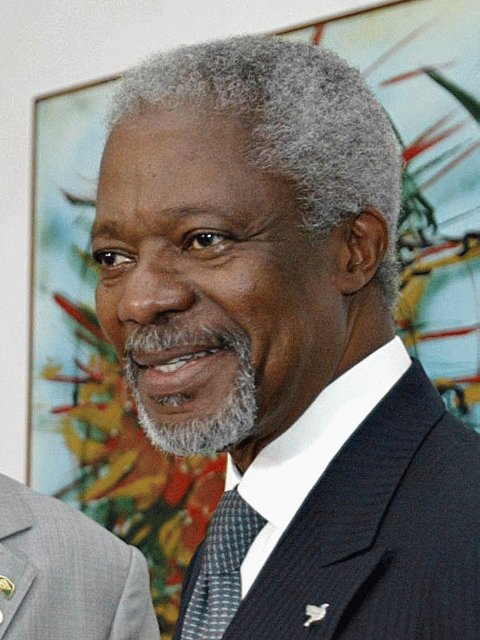
コフィー・アナン／8月18日没

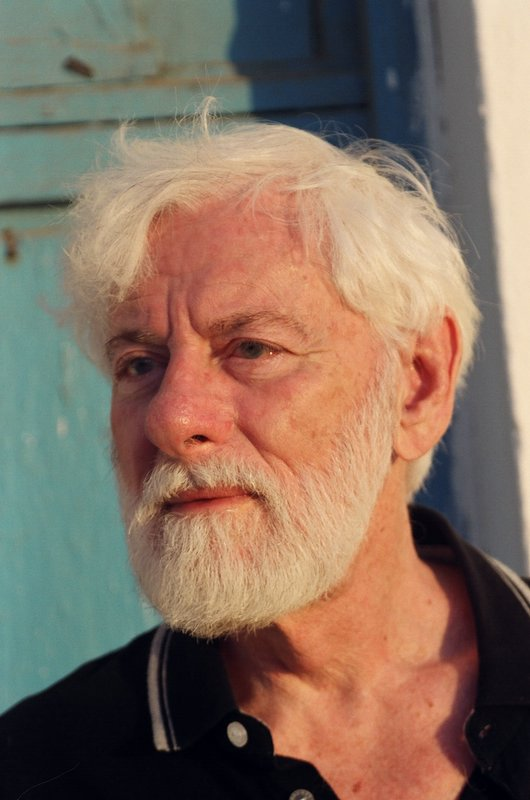
ウリ・アブネリ／8月20日没

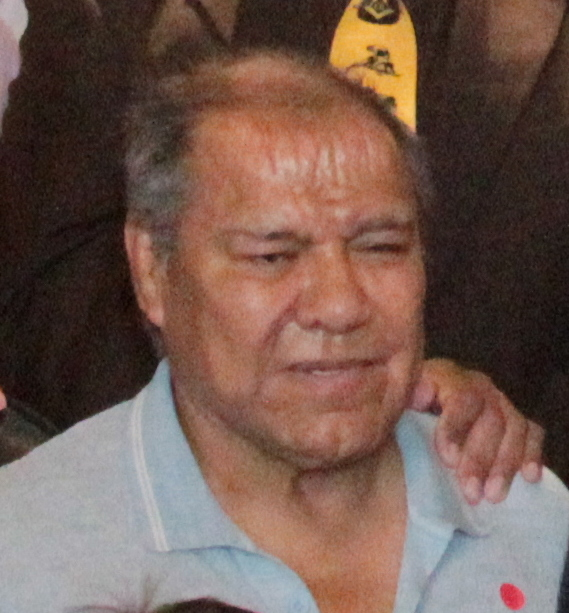
ビジャノ3号／8月21日没

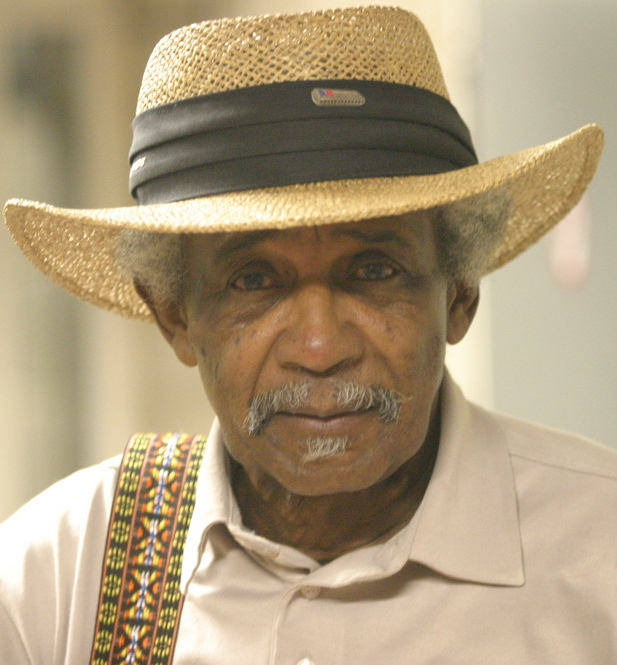
レイジー・レスター／8月22日没

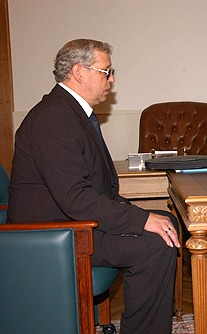
コンスタンチン・トーツキー／8月23日没

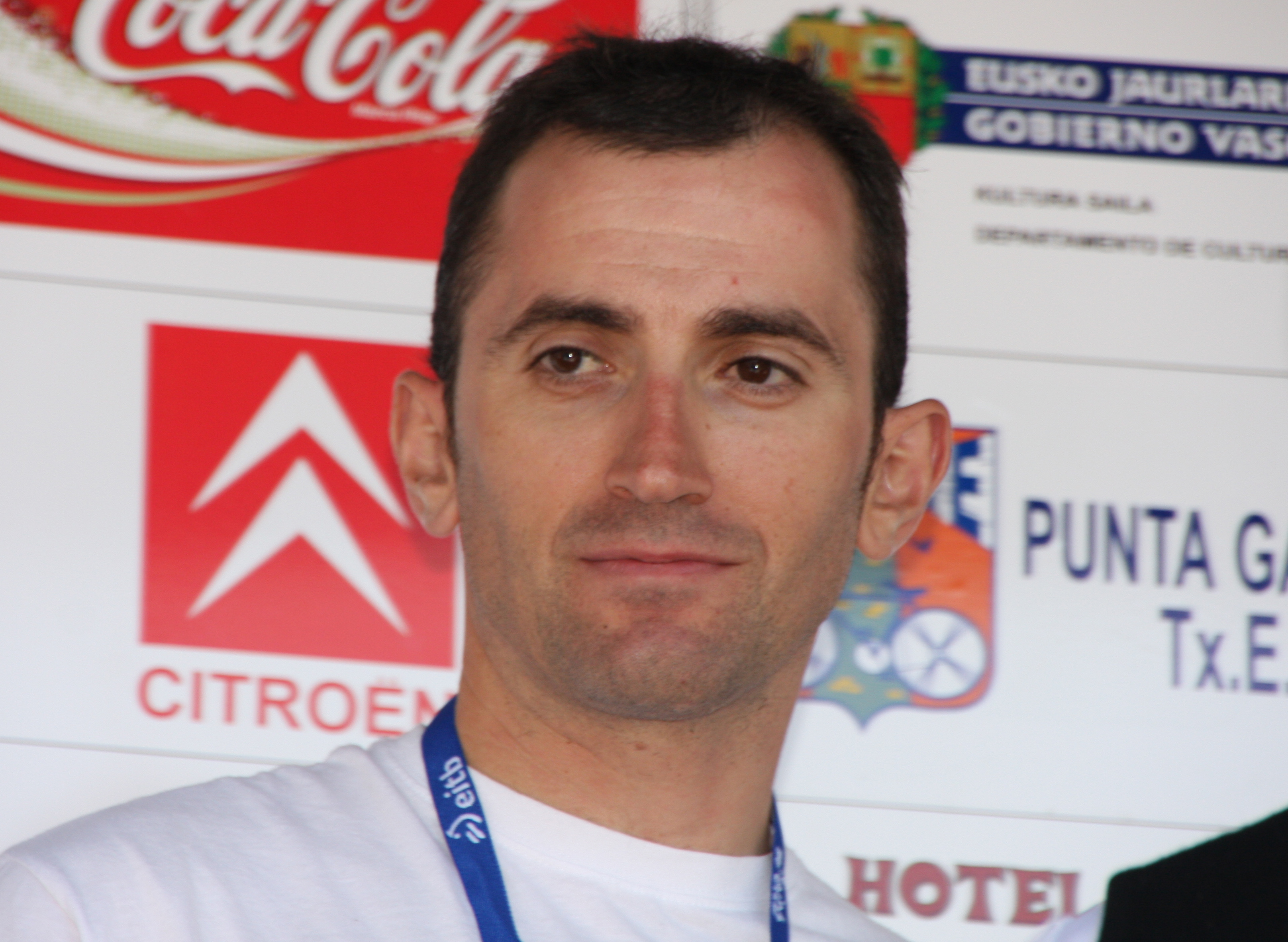
ハビエル・オチョア／8月24日没

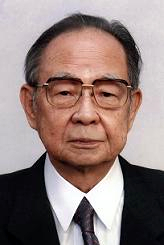
古谷蒼韻／8月25日没

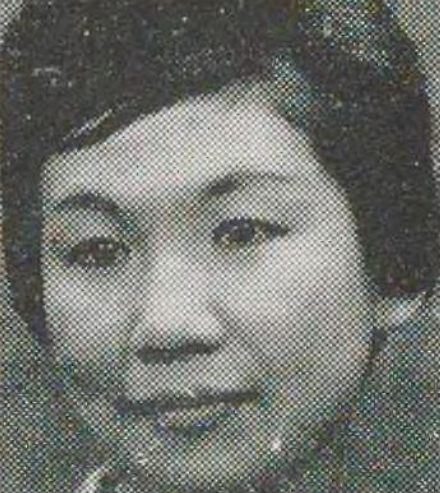
麻生美代子／8月25日没

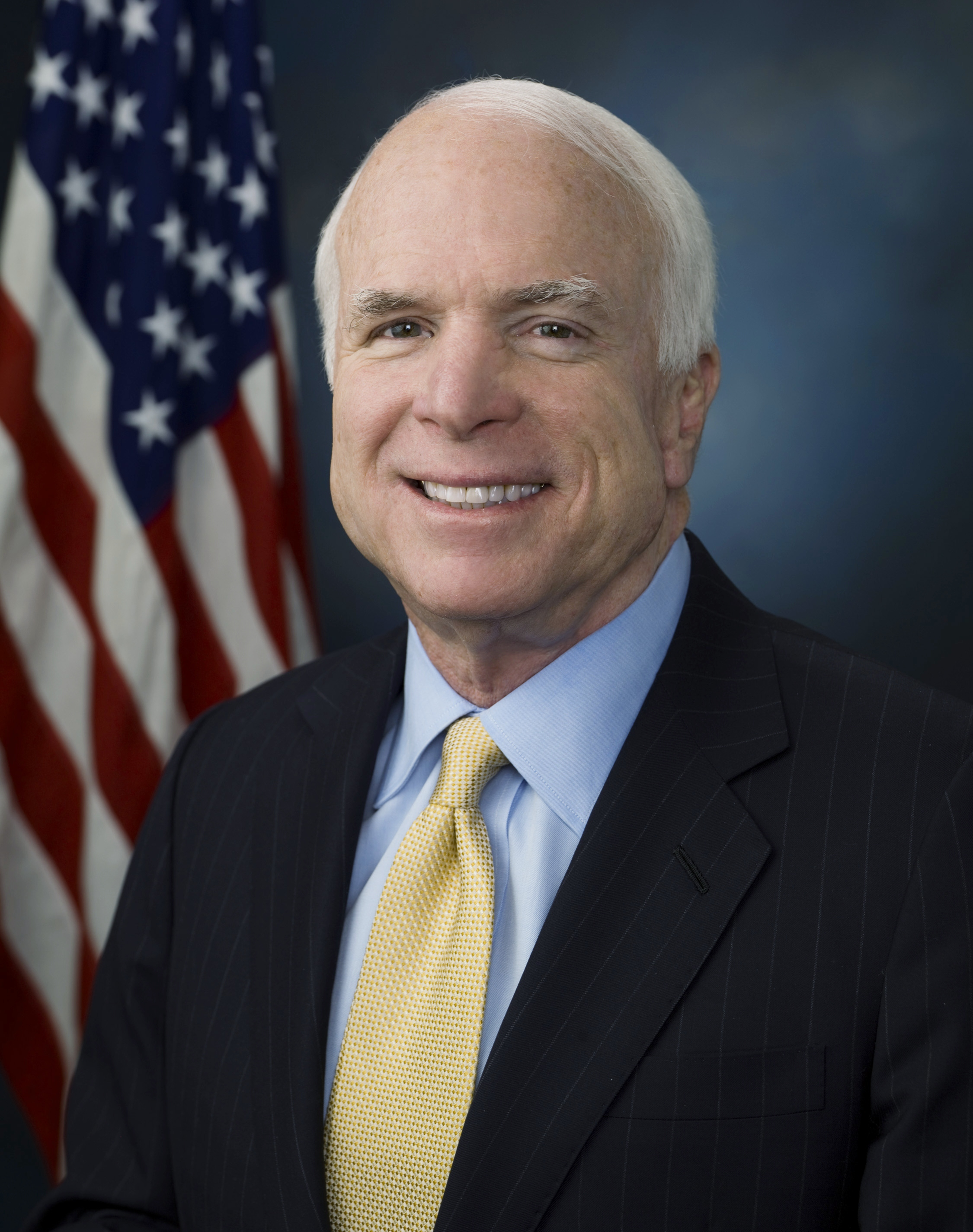
ジョン・マケイン／8月25日没

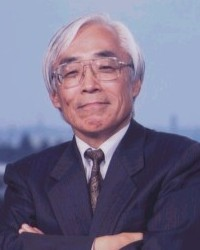
石弘光／8月25日没

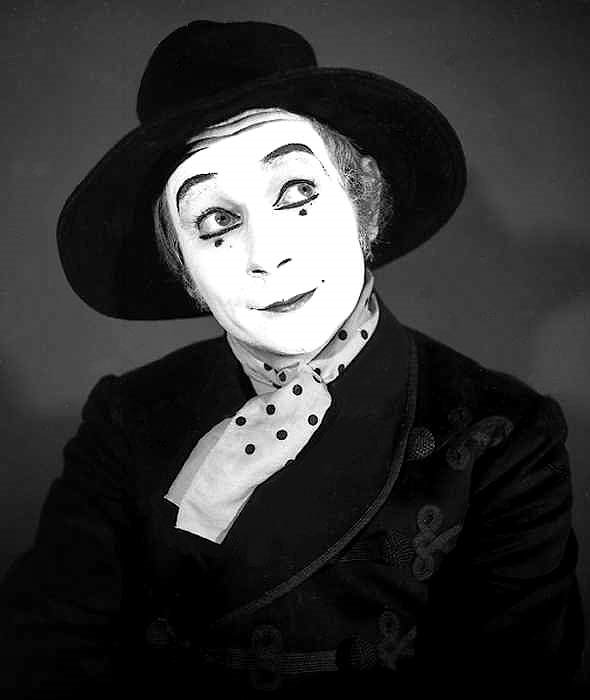
リンゼイ・ケンプ／8月25日没

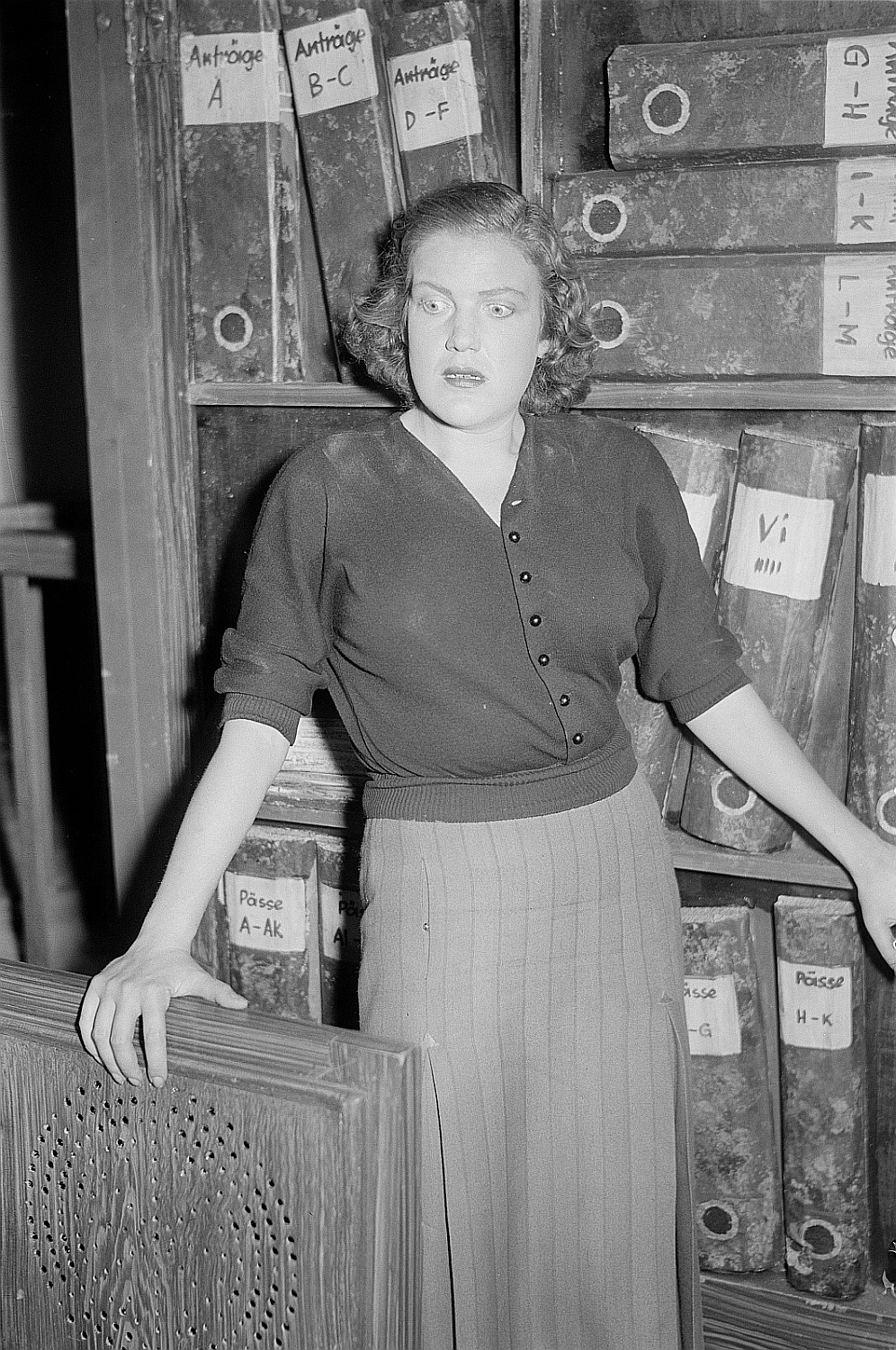
インゲ・ボルク／8月26日没

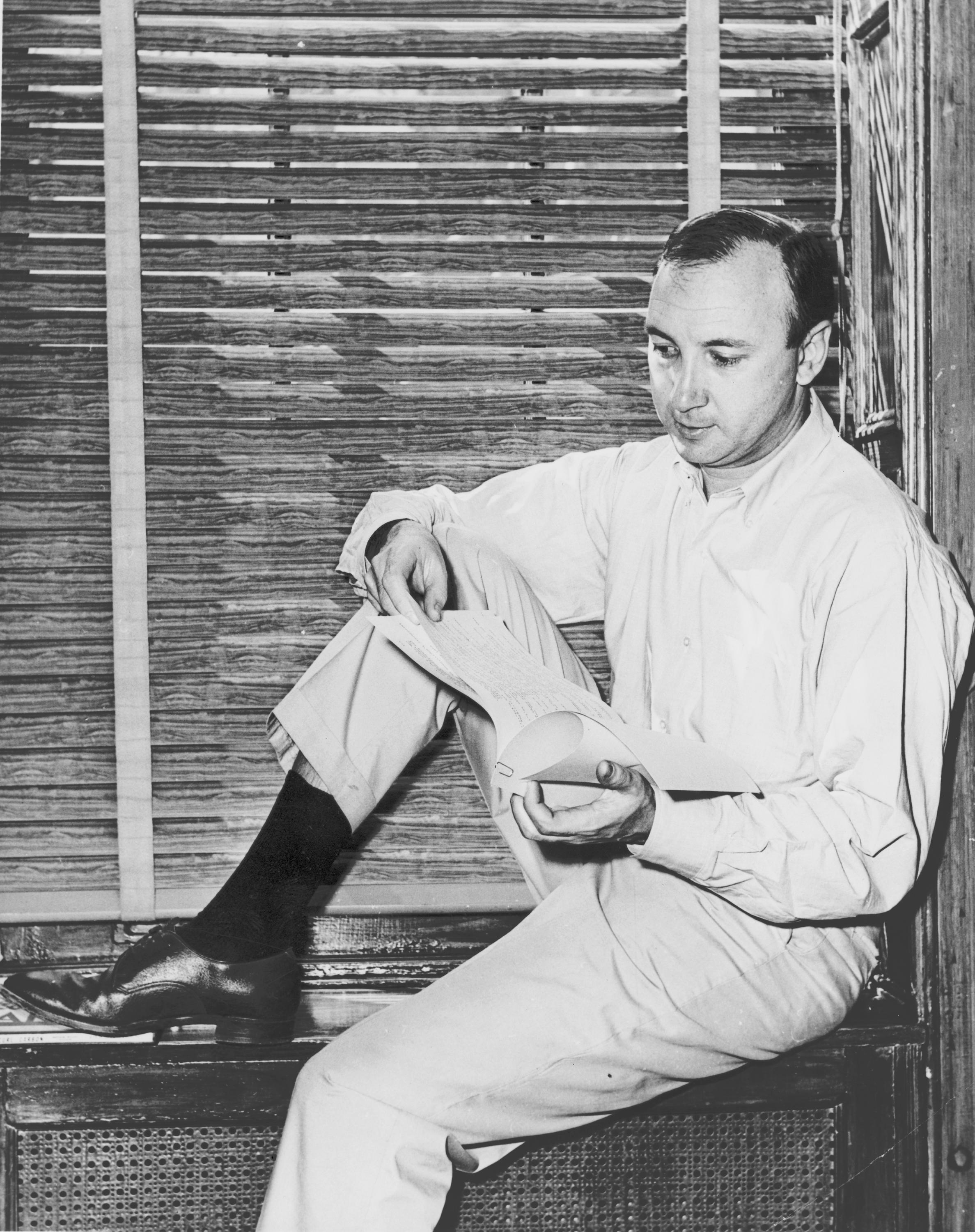
ニール・サイモン／8月26日没

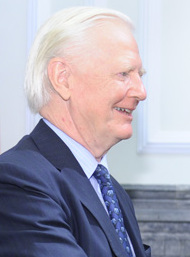
ジェームズ・マーリーズ／8月29日没

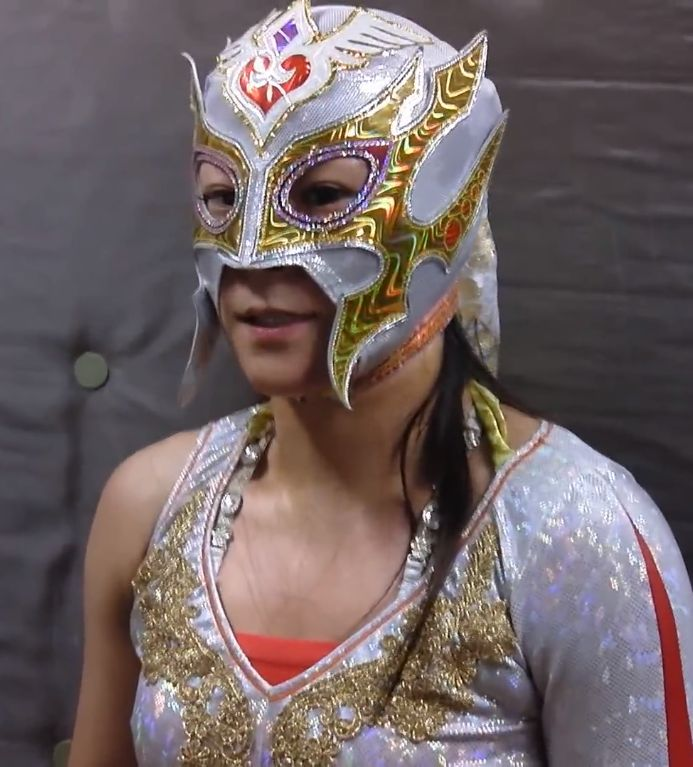
Ray／8月30日没

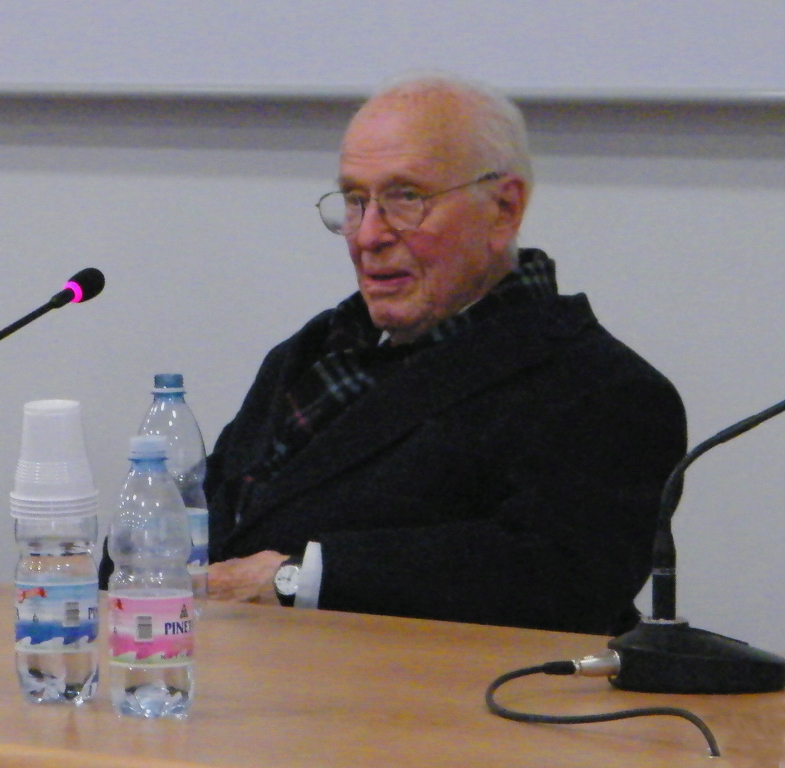
ルイジ・ルーカ・カヴァッリ＝スフォルツァ／8月31日没

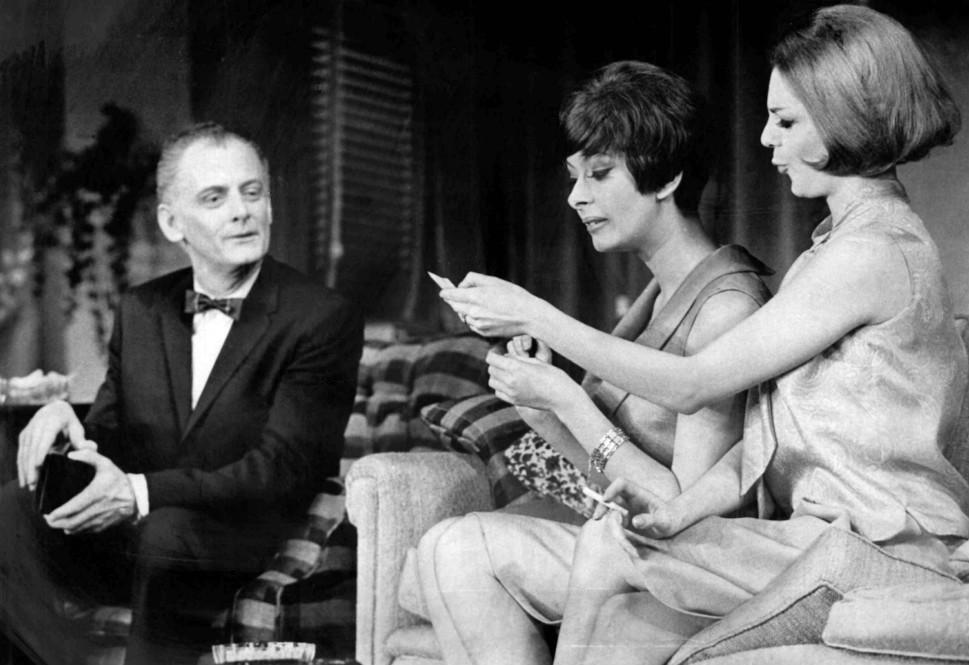
キャロル・シェリー（右）／8月31日没

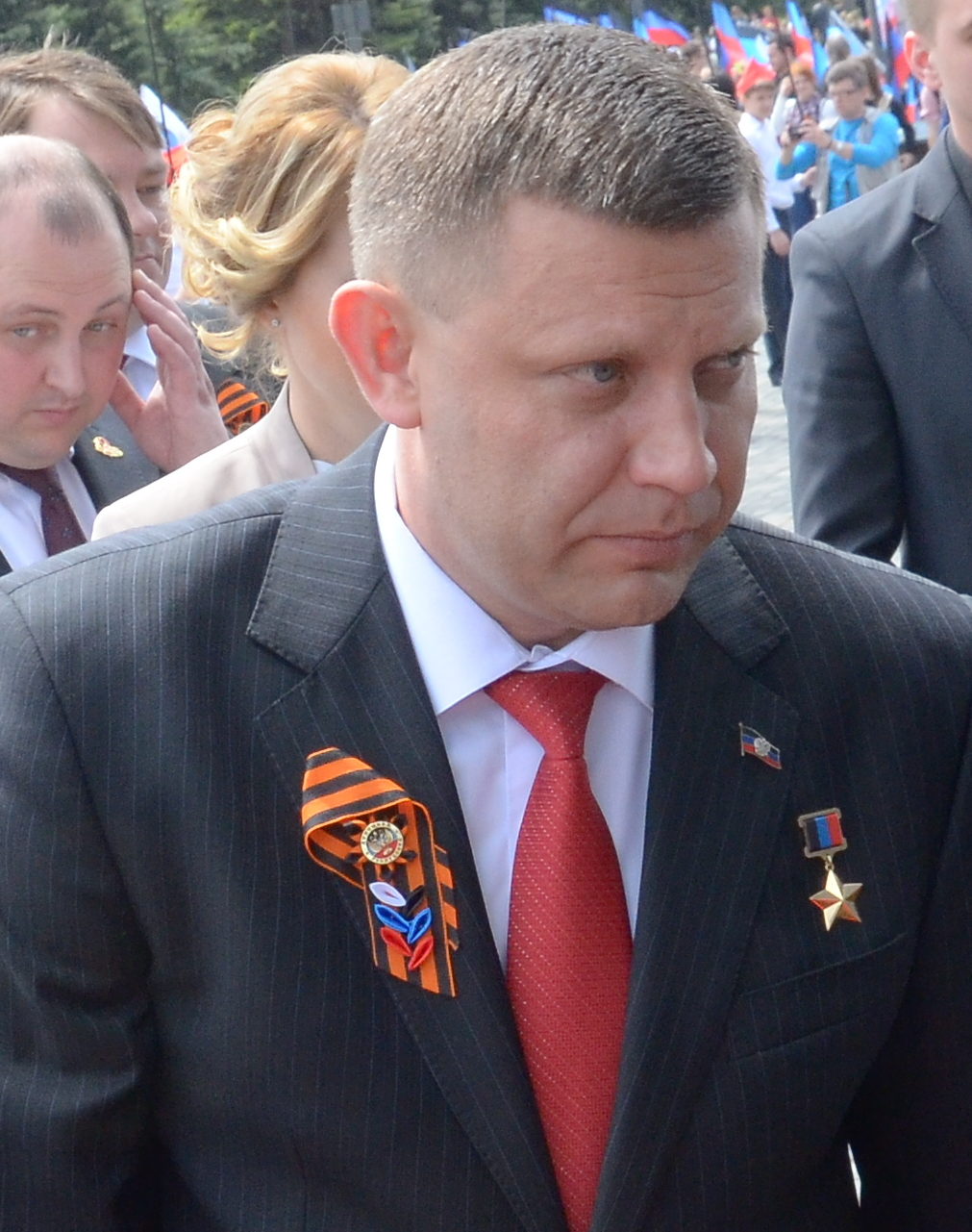
アレクサンドル・ザハルチェンコ／8月31日没

- 8月16日 - アタル・ビハーリー・ヴァージペーイー、インドの政治家、第13・16代首相（* 1924年）[88]
- 8月16日 - 黒田暢、日本の工芸家（染色）、元嵯峨美術短期大学学長（* 1929年）[89][90]
- 8月16日 - カウント・プリンス・ミラー（英語版）、ジャマイカ出身のイギリスの俳優、歌手（* 1935年）[91]
- 8月16日 - 金永春、朝鮮民主主義人民共和国（北朝鮮）の軍人、政治家、元朝鮮人民軍総参謀長、元人民武力部長（* 1936年）[92]
- 8月16日 - アレサ・フランクリン、アメリカ合衆国のソウルシンガー（* 1942年）[93]
- 8月16日 - 安部ねり、日本の医師、作家、安部公房長女（* 1954年）[94]
- 8月16日 - エレーナ・シュシュノワ、旧ソビエト社会主義共和国連邦（現在のロシア連邦）の元体操選手、体操競技審判員、1988年ソウルオリンピック女子個人総合優勝者（* 1969年）[95]
- 8月17日 - デヴィッド・マクレイノルズ（英語版）、アメリカ合衆国の民主社会主義・平和主義活動家（* 1929年）[96]
- 8月17日 - クラウディオ・ロッリ（イタリア語版）、イタリアのシンガーソングライター（* 1950年）[97]
- 8月17日 - ダニー・ピアソン（英語版）、アメリカ合衆国のR&Bシンガーソングライター（* 1953年）[98]
- 8月17日 - ボブ・バス、アメリカ合衆国のバスケットボールヘッドコーチ（* 1965年）[99]
- 8月18日 - ジャック・コスタンゾ、アメリカ合衆国のパーカッショニスト（* 1919年）[100]
- 8月18日 - 大塚勇三、日本の児童文学者、翻訳家（* 1921年）[101]
- 8月18日 - 百崎素弘、日本の政治家、元佐賀県多久市長（* 1926年）[102]
- 8月18日 - コフィー・アナン、ガーナ共和国の国際連合職員、第7代国連事務総長、ノーベル平和賞受賞者（* 1938年）[103][104]
- 8月19日 - 加藤俊夫、日本のフランス文学者、愛知大学名誉教授（* 1927年）[105]
- 8月19日 - 森岡賢一郎、日本の作曲家、アレンジャー（* 1934年）[106]
- 8月19日 - 高木新二郎、日本の弁護士、元事業再生実務家協会委員長（* 1935年）[107]
- 8月19日 - 八田正、日本のプロ野球選手（* 1936年）[108]
- 8月19日 - グレン・チン（英語版）、アメリカ合衆国の俳優（* 1948年）[109]
- 8月19日 - 谷川義信、日本の機械工学者、大阪府立大学名誉教授（* 1949年）[110]
- 8月19日 - 仲野和男、日本のプロ野球選手、日本野球機構パシフィック・リーグ統括兼パシフィック・リーグ運営部長（* 1961年）[111]
- 8月20日 - ウリ・アブネリ、イスラエルの平和運動家、政治家、作家（* 1923年）[112]
- 8月20日 - 船本弘毅、日本の聖書学者、関西学院大学名誉教授、元東京女子大学学長（* 1934年）[113]
- 8月20日 - エディ・ウィリス（英語版）、アメリカ合衆国のギタリスト（* 1936年）[114]
- 8月20日 - 横田雅文、日本の実業家、関西テレビ放送会長（* 1936年）[115]
- 8月20日 - 末吉保雄、日本の作曲家（* 1937年）[116]
- 8月20日 - クレイグ・ザダン（英語版）、アメリカ合衆国の映画プロデューサー、映画監督（* 1949年）[117]
- 8月20日 - 片山直之、日本の実業家、元サンマルクホールディングス社長（* 1958年）[118]
- 8月21日 - ディーン・ストーン、アメリカ合衆国のMLB選手、プロ野球選手【大洋ホエールズ所属】（* 1930年）[119]
- 8月21日 - 高橋松山、日本の大津絵師（* 1932年) [120]
- 8月21日 - 青木鈴翁、日本の尺八奏者（* 1935年）[121]
- 8月21日 - バーバラ・ハリス（英語版）、アメリカ合衆国の女優（* 1935年）[122]
- 8月21日 - ビジャノ3号、メキシコのプロレスラー（* 1952年）[123]
- 8月21日 - ステファン・カール・ステファンソン、アイスランドの俳優（* 1975年）[124]
- 8月21日 - 青山友樹、日本のドラマー、Nano.RIPE元メンバー（* 1988年）[125]
- 8月22日 - 近藤芳竹、日本の書家、毎日書道展審査会員（* 1916年）[126]
- 8月22日 - 方成（中国語版）、中華人民共和国の漫画家（* 1918年）[127]
- 8月22日 - マーティン・シュービック（英語版）、アメリカ合衆国の経済学者、イェール大学名誉教授（* 1926年）[128]
- 8月22日 - 三浦五郎、日本の政治家、元宮城県中田町長（* 1930年?）[129]
- 8月22日 - レイジー・レスター、アメリカ合衆国のブルースミュージシャン（* 1933年）[130]
- 8月22日 - 田島憲一郎、日本の実業家、サカイ引越センター会長（* 1937年）[131]
- 8月22日 - 堀部隆一、日本の俳優、声優（* 1943年）[132]
- 8月22日 - エド・キング（英語版）、アメリカ合衆国のギタリスト、元ストロベリー・アラーム・クロック・レーナード・スキナードメンバー（* 1949年）[133]
- 8月22日 - 新関善美、日本の男子プロゴルファー、日本プロゴルフ協会理事（* 1954年）[134]
- 8月22日 - 佐藤啓子、日本の総合プロデューサー（* 1957年）[135]
- 8月22日 - クリス・チャンピオン（英語版）（ヨシ・クワン）、アメリカ合衆国のプロレスラー（* 1961年）[136]
- 8月22日 - マコト・サカモト（坂元真）、日本のドラマー、ザ・ティアーズメンバー（* 生年不詳）[137]
- 8月23日 - 佐々木誠二、日本の元新聞記者（日本経済新聞）、テレビ大阪初代社長（* 1920年）[138]
- 8月23日 - ジョージ・ウォーカー（英語版）、アメリカ合衆国の作曲家、ピュリッツァー賞受賞者（* 1922年）[139]
- 8月23日 - アルカバス（フランス語版）、フランスの画家（* 1926年）[140]
- 8月23日 - 倉持保男、日本の国語学者、元慶應義塾大学・大正大学教授、元日本語検定委員会理事、新明解国語辞典編集委員会代表（* 1934年）[141]
- 8月23日 - コンスタンチン・トーツキー、ロシアの元軍人、上級大将、元ロシア連邦国境庁長官（* 1950年）[142]
- 8月23日 - ダリオ・ペゴレッティ（英語版）、イタリアのフレーム職人（* 1956年）[143]
- 8月24日 - ワカコ・ヤマウチ、アメリカ合衆国の劇作家（* 1924年）[144]
- 8月24日 - 菅原信夫、日本の政治家、元岩手県湯田町長（* 1927年?）[145]
- 8月24日 - トム・フロスト（英語版）、アメリカ合衆国の登山家、写真家（* 1937年）[146]
- 8月24日 - ロビン・リーチ（英語版）、イギリスのTV司会者、作家（* 1941年）[147]
- 8月24日 - 森村忠司、日本の実業家、元エバラ食品工業社長（* 1946年) [148]
- 8月24日 - ジェフ・ロウ（英語版）、アメリカ合衆国の登山家（* 1950年）[149]
- 8月24日 - 吉行龍穂、日本の競馬調教師、兵庫県競馬組合所属（* 1952年）[150]
- 8月24日 - 石原武龍、日本の脚本家（* 1952年）[151]
- 8月24日 - 深田好昭、日本の教育学者、盛岡大学教授（* 1955年?）[152]
- 8月24日 - DJレディー・レッド、アメリカ合衆国のDJ、音楽プロデューサー、元ゲトー・ボーイズメンバー（* 1960年）[153]
- 8月24日 - ハビエル・オチョア、スペインの自転車競技選手、2008年北京パラリンピックタイムトライアル CP3金メダリスト（* 1974年）[154]
- 8月24日 - McSkillet（トレバー・ハイトマン）、アメリカ合衆国のYouTuber（* 2000年?）[155]
- 8月25日 - ルース・フィンリー（英語版）、アメリカ合衆国の実業家、ファッション・カレンダー（英語版）創設者（* 1920年）[156]
- 8月25日 - 古谷蒼韻、日本の書家、文化功労者（* 1924年）[157]
- 8月25日 - 麻生美代子、日本の声優（* 1926年）[158]
- 8月25日 - ノアム・シェリフ（英語版）、イスラエルの作曲家、指揮者（* 1935年）[159]
- 8月25日 - ジョン・マケイン、アメリカ合衆国の政治家、元軍人、下院・上院議員（* 1936年）[160]
- 8月25日 - 石弘光、日本の経済学者、元一橋大学学長（* 1937年）[161]
- 8月25日 - リンゼイ・ケンプ、イギリスの舞踊家、俳優、マイムアーチスト、振付師（* 1938年）[162]
- 8月25日 - カイル・パヴォノフ、アメリカ合衆国の歌手、ウイ・ケイム・アズ・ロマンスメンバー（* 1990年）[163]
- 8月26日 - インゲ・ボルク、ドイツのソプラノ歌手（* 1917年）[164]
- 8月26日 - ニール・サイモン、アメリカ合衆国の劇作家、脚本家（* 1927年）[165]
- 8月26日 - ケリー・ヒル（英語版）、オーストラリアの建築家（* 1943年）[166]
- 8月26日 - 清水誠二、日本の工学者、日本大学教授（* 1951年）[167]
- 8月27日 - 山口明穂、日本の古典国語学者、元中央大学教授、東京大学名誉教授（* 1935年）[168]
- 8月27日 - 鵜狩道夫、日本のプロ野球選手【西鉄ライオンズ、広島カープ所属】（* 1936年）[169]
- 8月27日 - 岩間清泉、日本の書家、産経国際書会副理事長（* 1943年）[170]
- 8月27日 - 亜利弥’、日本の女子プロレスラー（* 1973年）[171]
- 8月28日 - シルヴァーノ・カンペッジ（英語版）、イタリアの画家、映画ポスターデザイナー（* 1923年）[172]
- 8月28日 - 渡辺一衛、日本の評論家、物理学者、東京医科歯科大学名誉教授（* 1925年）[173]
- 8月28日 - ジョゼップ・フォンターナ（スペイン語版）、スペインの歴史家（* 1931年）[174]
- 8月28日 - 神本武征、日本の工学者、東京工業大学名誉教授、ものつくり大学名誉学長（* 1939年）[175]
- 8月28日 - タチアナ・クズネツォワ、ロシアの宇宙飛行士（* 1941年）[176]
- 8月28日 - ゲイリー・フリードリック（英語版）、アメリカ合衆国のアメリカン・コミックスライター（* 1943年）[177]
- 8月28日 - 藤田六郎兵衛重昭、日本の能楽笛方、藤田流11世家元（* 1953年）[178]
- 8月29日 - エーリッヒ・レッシンク（英語版）、オーストリアの写真家（* 1923年）[179]
- 8月29日 - エリー・マネット（英語版）、トリニダード・トバゴのスティールパン奏者（* 1927年）[180]
- 8月29日 - ポール・テイラー（英語版）、アメリカ合衆国の振付師（* 1930年）[181]
- 8月29日 - スタン・ブロック（英語版）、イギリスの慈善活動家、リモート・エリア・メディカル（英語版）設立者（* 1936年）[182]
- 8月29日 - ジェームズ・マーリーズ、スコットランドの経済学者、ノーベル経済学賞受賞者（* 1936年）[183]
- 8月29日 - 上原まり、日本の元女優、筑前琵琶奏者（* 1947年）[184]
- 8月29日 - 柏原正明、日本の実業家、元千代田化工建設代表取締役社長（* 1931年）[185]
- 8月30日 - マリー・セヴェリン（英語版）、アメリカ合衆国の漫画家（* 1929年）[186]
- 8月30日 - 鳥井実、日本の作詞家（* 1935年）[187]
- 8月30日 - ヨシフ・コブゾン（ロシア語版）、ウクライナ出身のロシアの歌手（* 1937年）[188]
- 8月30日 - 佐々木嬉代三 、日本の社会学者、立命館大学名誉教授（* 1939年)  [189]
- 8月30日 - ピーター・コリス（英語版）、オーストラリアの歴史家、小説家（* 1942年）[190]
- 8月30日 - ヴァネッサ・マルケス、アメリカ合衆国の女優（* 1968年）[191]
- 8月30日 - Ray、日本で活動した国籍非公表の女子プロレスラー（* 生年非公表）[192]
- 8月31日 - ルイジ・ルーカ・カヴァッリ＝スフォルツァ、イタリアの集団遺伝学者、スタンフォード大学名誉教授（* 1922年）[193]
- 8月31日 - イアン・ジョーンズ（英語版）、オーストラリアの小説家、脚本家、TVプロデューサー（* 1931年）[194]
- 8月31日 - デイヴィッド・ヤロップ（英語版）、イギリスの作家（* 1937年）[195]
- 8月31日 - キャロル・シェリー、イギリスの女優（* 1939年）[196]
- 8月31日 - デイヴィッド・ワトキン（英語版）、イギリスの建築史家（* 1941年）[197]
- 8月31日 - 福間正浩、日本の脚本家（* 1961年）[198]
- 8月31日 - アレクサンドル・ザハルチェンコ、ウクライナの分離主義指導者、ドネツク人民共和国大統領・閣僚会議議長（* 1976年）[199]